# Kanton Gentioux-Pigerolles
Der Kanton Gentioux-Pigerolles war bis 2015 ein französischer Wahlkreis im Arrondissement Aubusson, im Département Creuse und in der Region Limousin. Sein Hauptort war Gentioux-Pigerolles.
Der Kanton war 251,10 km² groß und hatte 1458 Einwohner (Stand: 2012).

## Gemeinden
| Gemeinde             | Einwohner | Code postal | Code Insee |
| -------------------- | --------- | ----------- | ---------- |
| Faux-la-Montagne     | 394       | 23340       | 23077      |
| Féniers              | 93        | 23100       | 23080      |
| Gentioux-Pigerolles  | 389       | 23340       | 23090      |
| Gioux                | 198       | 23500       | 23091      |
| La Nouaille          | 248       | 23500       | 23144      |
| Saint-Marc-à-Loubaud | 122       | 23460       | 23212      |
| La Villedieu         | 43        | 23340       | 23264      |